# Пароль (компьютерные игры)
Паро́ль, или код (англ. password) — в компьютерных играх способ сохранения достигнутого прогресса или его части для того, чтобы впоследствии можно было вернуться и продолжить игру в описываемой паролем точке. Обычно пароль предоставляется игроку после прохождения уровня и перед началом последующего, и после окончания сеанса игры пользователь может использовать пароль для того, чтобы начинать игру не с начала, а с соответствующего паролю уровня.

## Описание
Пароль не позволяет сохранить большое количество информации о состоянии игры, и поэтому сохранение с помощью пароля чаще всего перемещает игрока в нужную точку, но не восстанавливает найденные предметы, экипировку и другую более подробную информацию. В качестве примера с такими свойствами можно назвать игру 1989 года Chip's Challenge. Другие игры могут генерировать более сложные и длинные пароли, сохраняя тем самым больше информации и более точно восстанавливая состояние игры на момент сохранения. По мере возрастания сложности игрового мира размер пароля становится таким, что его использование становится нецелесообразным.
Размер типичного пароля составляет около 20 символов. При приближении этого числа к 50—100 использование пароля становится непрактичным.
Исторически пароли как средство сохранения состояния игры были широко используемой технологией для игровых консолей и домашних компьютеров, так как у них не было возможности или было непрактично использовать внешнюю память. Подчас система паролей использовалась как вынужденная мера для сохранения состояния прохождения при портировании игр с систем, поддерживающих сохранения на внешний носитель, на систем таковых не имевших. Например, сложная и продолжительная игра Metroid, изначально выходившая для Famicom Disk System в Японии, при портировании на NES потеряла возможность сохранять состояние на дискету, вследствие чего разработчики были вынуждены внедрить систему паролей.
В платформерах и головоломках зачастую не сохраняется никаких данных, кроме достигнутого уровня — для них может использоваться статичный пароль.

## Особенности применения
Преимущества использования паролей:
- сохранение пароля не требует носителя информации (пароль сохраняет игрок, не нужно задействовать ППЗУ) или доступа к энергозависимой памяти, разработки отдельной подсистемы сохранений (меню выбора, набор файлов и др.).
- игроки могут делиться информацией друг с другом и таким образом получать доступ к локациям, до которых они не добирались самостоятельно; это же относиться к открытию секретных предметов, новых способностей и др.;
- игроки могут самостоятельно выбирать место продолжения игры, или запускать игру с любого места, на котором получен пароль;
- статичные (Saboteur 2) и графические (Power Blade) пароли — тоже часть впечатления от игры.

Недостатки:
- так как пароль не может сохранить много данных, то игрок зачастую теряет детальное состояние игры, в которое входит как положительные для него свойства (заработанные жизни, найденные предметы), так и отрицательные (например, повреждения с потерей очков здоровья);
- если игрок потеряет записи с паролями, то ему придётся проходить всё заново;
- вероятны случаи, когда люди допускают ошибки при записи или вводе паролей;
- невозможность использования паролей для сложных игр — таких жанров, как ролевые или стратегии;
- невозможность сохранения для всевозможных целей, например, для таблицы рекордов.

В некоторых случаях пароль поддавался подбору. Например, в игре Banana Prince всего имеется 65 536 возможных вариантов паролей, из которых 1680 действующие, и, соответственно, у пользователя есть шанс подобрать корректный пароль в ≈2,5 % случаев. Если разработчики игры не шифруют пароли, то игроки могут подбирать возможные комбинации после прохождения части игры. Например, если игрок проходит один и тот же уровень дважды, и получает разные пароли, то на основании этого может попробовать понять, как он формируется. Так, в игре The Last Courier пароль представлял собой 8 символов, в 2 первых из них записывалось время прохождения, 4 последующие определяли уровень как первые буквы названия города (где происходило место действия), и ещё 2 символа задавали имеющуюся экипировку. Разобравшись, как задаётся пароль, игрок мог начать игру с любого уровня с любым временем прохождения и экипировкой.